# 全熱交換器
全熱交換器（ぜんねつこうかんき）は、ビル、住宅等の空調換気に使用され、換気によって失われる空調エネルギーの全熱（顕熱＝温度と潜熱＝湿度）を交換回収する省エネルギー装置である。
省エネルギーを目的として住宅などの気密性、断熱性が向上した。その一方、換気不足によるシックハウス症候群（シックビル症候群）の発生対策として、2003年改正の建築基準法により、常時換気設備の設置が義務付けられた。
この換気に対して、全熱交換器を使用することで、ビルや住宅の空気質IAQ（Indoor Air Quality）確保と、省エネルギー性の両立を図ることができる。
2000年7月に日本工業規格JISB8628全熱交換器（小型、中型）が制定され、2003年3月の改正で定格風量2000m3/h以上の大型全熱交換器の規格が追加された。

## 回転型全熱交換機

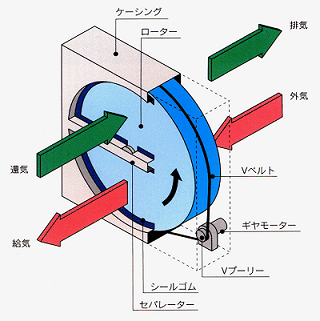
図1 回転型全熱交換器

回転型全熱交換器は図1のように、還気（排気）側と給気側をセパレートしたケーシング内で、ハニカムロータが十数rpmの速度で回転する構造である。
構造原理的には回転型顕熱交換器と同じであるが、ハニカムロータに吸湿性を持たせ、潜熱（湿度）交換も同時にできるようにしていることが異なる。
ハニカムロータに吸湿性を持たせる方法には多孔質ハニカムに塩化リチウム等の吸湿性の塩を含浸する方法、シリカゲルやゼオライトをコーティングする方法、アルミ箔の表面に化学的に吸湿性の皮膜を形成する方法などがある。
新しい技術として、臭気移行を防止するため、イオン交換樹脂を使用したタイプも販売されている。
冬期の例で原理を説明すると、呼吸により二酸化炭素が増え、換気の必要な暖かな湿った還気（室内空気）を全熱交換器の排気ゾーンを通過させることによって、還気に含まれる全熱（顕熱と潜熱）がロータに蓄熱され、還気は冷却減湿されて屋外に排気される。
一方蓄熱したロータは給気側に回転し、給気ゾーンに取り入れた外気が、ロータ内を還気と対向する方向に通過すると、外気はロータに蓄えていた全熱を受け取って、暖かく湿った空気となって室内に給気される。
夏期の場合は、換気の必要な冷たい低湿度の還気を、同様の作用で全熱交換し、高温高湿度の外気を予冷減湿して室内に給気する。

## 静止型全熱交換器
静止型には図2に示す直交流型と向流型がある。

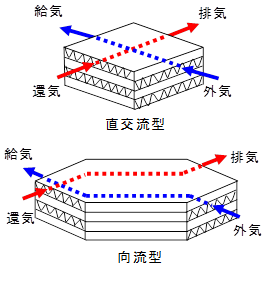
図2 静止型全熱交換器

いずれもライナ（平面シート）で仕切られ、互いに独立した二つの流路を交互に積み重ねた構造をしている。
二つの空気流は混ざり合うことなく流れ、給排気を隔てる仕切り板を、伝熱性と透湿性をもつ材料で構成しているので、顕熱交換と潜熱交換を同時かつ連続的に行うことができる。
静止型は回転型と比べ、ロータのシール構造や駆動装置が必要ないため、構造がシンプルで小型装置に向いている。

## 顕熱交換と全熱交換

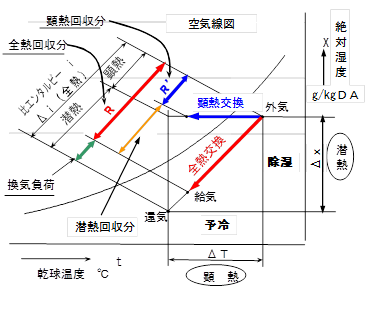
図3 顕熱換器と全熱交換器

湿度の交換が不必要な場合は顕熱交換器を、湿度の交換も必要な場合は全熱交換器を使用する。
一般空調の場合は、湿度交換を必要とするので、全熱交換器を採用する。
全熱交換器は、換気によって失われる空調エネルギーから、顕熱（温度）と同時に潜熱（湿度）も交換回収できるため、高い省エネルギー効果を発揮することが出来る。
全熱交換器による排熱回収が、顕熱のみ回収する顕熱交換器と比較して高効率である理由を図3で説明する。
この図は顕熱交換器と全熱交換器で熱回収する場合の、熱回収の状態を湿り空気線図上に示したものである。
顕熱交換器を使用して熱回収した場合、熱回収は顕熱（温度）のみに対して有効で、熱回収量R'となり省エネ効果は低い。
これに対し全熱交換器を使用して熱回収した場合、熱回収は顕熱（温度）潜熱（湿度）の両方（全熱）に対して有効なので、熱回収量はRとなり、顕熱回収のみに比較してはるかに多くの熱回収ができ、省エネルギー効果が高い。
例えば夏期冷房時室内27℃、相対湿度52%、および屋外35℃、相対湿度64%のとき、全熱のうち顕熱の占有率は約22％であり、熱交換効率80%の熱交換器を使用して回収できる全熱は、顕熱交換器では18％未満になるが、全熱交換器では80%回収できる。
また暖房時には顕熱交換器と比べ、全熱交換器を使用すると加湿量は半分以下で室内湿度を適正に保つことが出来る。
全熱交換器を使用することによって、換気によって排気されるエネルギーの50～80％を回収再利用し、ビル全体の冷･暖房負荷を、20～30％削減できる。また全熱交換器の普及を促進することで、国内二酸化炭素総排出量の0.4～1.4%を削減する効果があるとの試算結果もある。